# خادمة المنزل

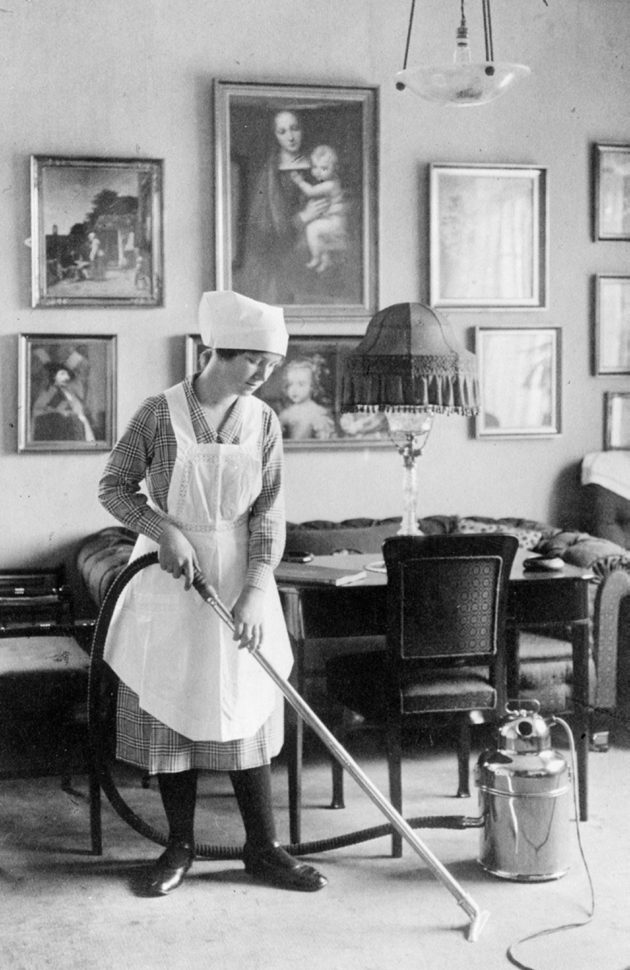
خادمة منزل تقوم بأعمال التنظيف في الدنمارك في عام 1912.

الخادمة أو خادمة المنزل أو العاملة في المنزل، هي امرأة تعمل في مجال الخدمة المنزلية وعادةً ما تعمل عند الأسر الثرية. في العصر الفكتوري كانت الخدمة المنزلية ثاني أكبر فئة وظيفية في إنجلترا وويلز بعد العمل الزراعي.

## أنواع الخادمات
حسب التقاليد لدى الخادمات مواقع ثابتة في التسلسل الهرمي للأسر الكبيرة وعلى الرغم من اختلاف التعاريف (اعتماداً على حجم الأسرة)، فقد كان من العادة ترتيب مواقعهن بشكل صارم. تصانيف الخادمات المتبعة في الأسر الكبيرة عادةً هي:
- خادمة السيدة: هي خادمة ذات أقدمية تتبع بشكل مباشر لسيدة المنزل، ولكن لا تزال أدنى مرتبة من مدبرة المنزل وتقوم بمرافقة سيدتها في السفر.
- خادمة المنزل: هو مصطلح عام للخادمات وظيفتها خصوصاً «في الطابق العلوي وهو الجزء الذي يعيش فيه أصحاب المنزل» وعادةً ما يكونون كبار في السن وأفضل أجراً، حيث تشمل الأسرة العديد من الخادمات ويكنّ في كثير من الأحيان مقسمات فرعيا على النحو التالي:
  - رئيسة الخادمات: هي خادمة منزلية ذات أقدمية التي تجيب بشكل مباشرةً لمدبرة المنزل. (وتعرف أيضاً «بالخادمة المنزلية لردهة» في منشأة مع خادمة واحدة أو إثنتين فقط في الطابق العلوي).
  - خادمة الردهة: خادمة الردهة تقوم بتنظيف وترتيب غرفة الإستقبال ومناطق الردهة بحلول الصباح وغالباً ما تقوم بتقديم المشروبات في وقت شاي الظهر وأحياناً العشاء أيضاً. وتقوم بترتيب غرفة الدراسة والمكتبات، وتجيب على نداء الخادم للخدمة.
  - خادمة الغرفة: خادمة الغرفة تقوم بالتنظيف والمحافظة على غرفة النوم وتضمن بقاء النيران مضاءة في المواقد وتوفير الماء الساخن.
  - خادمة المصبغة: خادمة المصبغة تقوم بالمحافظة على الفراش والمناشف وأيضاً غسل وتجفيف وطي ملابس الأسرة بأكملها بما في ذلك الخدم.
  - خادمة ردهة الطابق السفلي: هي النائبة العامة لخادمة ردهة المنزل في منشأة صغيرة والتي تحتوي على خادمتين فقط من خادمات الطابق العلوي.
- خادمة الحضانة: وهي إحدى خادمات الطابق العلوي ولكنها تعمل في حضانة الأطفال وتحافظ على النيران والنظافة والنظام وتجيب للمربية بدلا من مدبرة المنزل.
- خادمة المطبخ: هي من خادمات الطابق السفلي (الجزء الذي يعمل ويعيشُ فيه الخدم) وتقوم بالطهي وتساعد في إدارة المطابخ.
- رئيسة خادمة المطبخ: حيث يعمل عدد من خادمات المطبخ تقوم رئيسة خادمة المطبخ بالعمل كنائب للطاهٍ وتشاركه في الطبخ البسيط والسهل (وأحياناً في طهو وجبات الخدم)
- أقل مِن خادمة المطبخ: حيث عدد من خادمات المطبخ يعملون وهم الذين يقومون بإعداد الخضروات وتقشير البطاطا وتقديم المساعدة لإنهاء طهو وجبة الطعام.
- خادمة حجرة غسل الأطباق: هي أدنى خادمة في الطابق السفلي، وتجيب للطهي وخادمات حجرة غسل الأطباق مسؤولة عن غسيل لوازم المائدة والأواني الفخارية والأواني الزجاجية وتنظيف أرضيات المطبخ إلى جانب ذلك مراقبة الأفران عند أكل خادمات المطبخ لطعام العشاء الخاص بهم.
- خادمة بين الطاقم: وضعها مساو تقريبا لخادمات حجرة غسل الأطباق وغالباً أجرتها أقل والخادمات بين الطاقم في الأسر الكبيرة تقوم على خدمة الخدم ذو الأقدمية (كبير الخدم ومدبرة المنزل وللطاهٍ) وبالتالي فهي تجيب لجميع رؤساء الأقسام الثلاثة وغالباً مايؤدي ذلك إلى الاحتكاك في عملهم.
- خادمة غرفة التخزين: خادمة حديثة العهد تعمل في غرفة التخزين ويشتمل العمل على التزويد بالكحول ومستحضرات التجميل والأدوية ومكونات الطبخ لجميع أقسام المنزل وخادمات غرف التخزين جزء من «الموظفين بين الطاقم» وهي تجيب لجميع رؤساء الأقسام الثلاثة كبير الخدم ومدبرة المنزل والطاهي.

كانت الخادمة متعددة المهام أو الوصيفة غالبا هي الموظفة الوحيدة في أكثر الأسر البسيطة تدعى (schiavo) وهذه الكلمة من أصل إيطالي تطلق على العبيد.